# El gallo ciego
El gallo ciego es una película de cortometraje de Argentina filmada en blanco y negro en 35 mm dirigida por Juan Bautista Stagnaro sobre su propio guion que se estrenó el 20 de julio de 1972 y que tuvo como actores principales a Ana María Casó, Jorge Villalba, Mónica Kohon y Mario Pasik. 
Contó con la colaboración como asesor del director de cine Lucas Demare.

## Producción
Este cortometraje integra la película episódica La ñata contra el vidrio que reúne los realizados por la primera promoción de egresados del Centro de Experimentación y Realización Cinematográfica (llamado Escuela Nacional de Experimentación y Realización Cinematográfica –ENERC- a partir del año 2011), de 1965. Los episodios están basados en noticias sacadas de la crónica periodística, el proyecto contó con el apoyo de diversos entes estatales y la participación de cerca de cien actores.

## Sinopsis
Sobre la desaparición de una muchacha.

## Reparto
- Ana María Casó
- Jorge Villalba
- Mónica Kohon
- Mario Pasik
- Velia Chávez
- Elisa Colinas

## Comentarios
El Cine Club Núcleo escribió con motivo del estreno de La ñata contra el vidrio:

«El tratamiento no ahorra rebeldías conceptuales ni escenas audaces. Si ocasionalmente se insinúa la tentativa del ensayo primerizo, casi siempre el tratamiento se adapta al guion y en dos sketches (Rosa Rosa y Vallejos) la síntesis narrativa extrema la elocuencia.»